# Metan (przystanek kolejowy)
Metan – przystanek kolejowy w Kamieniu Nowym, w województwie świętokrzyskim, w Polsce.
Linia przechodząca przez przystanek jest dwutorowa i zelektryfikowana. Ze stacji kursują pociągi w kierunku Kielc Głównych, Sandomierza i Skarżyska-Kamiennej. 
Ruch na stacji został wznowiony po zakończeniu remontu linii kolejowej nr 25.